# 존 트라볼타 워너비
《존 트라볼타 워너비》(John Travolta Wannabe)는 대한민국의 걸 그룹 티아라의 두 번째 미니 앨범이다.

## 트랙 목록
- Roly-Poly

작곡 : 신사동 호랭이, 최규성
작사 : 신사동 호랭이, 최규성
편곡 : 신사동 호랭이
- 진짜 진짜 좋아해

작곡 : 범이, 낭이
작사 : 범이, 낭이
편곡 : 범이, 낭이
- Yayaya (Remix Ver.)

작곡 : E-TRIBE
작사 : E-TRIBE
편곡 : E-TRIBE, 장준호
- 왜 이러니 (Remix Ver.)

작곡 : 김도훈, 이상호
작사 : 이은진
편곡 : 이상호
- Ma Boo (Remix Ver.)

작곡 : 김도훈
작사 : 김도훈, 라이머
편곡 : 김도훈
- 몰라요 (Remix Ver.)

작곡 : 신사동 호랭이, 최규성
작사 : 신사동 호랭이, 최규성
편곡 : 신사동 호랭이, 최규성
- 괜찮아요 (Remix Ver.)

작곡 : 최규성
작사 : 최규성
편곡 : 최규성